# Kingsley's Adventure
Kingsley's Adventure est un jeu vidéo d'aventure/plateformes sorti en 1999 sur PlayStation. Le jeu a été développé par Psygnosis et édité par SCEE.

## Système de jeu
Le système de jeu de Kingsley's Adventure propose une expérience d'exploration et de combat dans un environnement en 3D. Le joueur contrôle Kingsley à la troisième personne et doit traverser divers niveaux remplis de pièges, d'énigmes et d'ennemis. L'objectif principal est de progresser à travers les différents environnements et de résoudre les défis qui se présentent afin de retrouver le roi disparu.
Le jeu propose une variété de mouvements et d'actions pour Kingsley. Le personnage peut sauter, grimper, nager et attaquer à l'aide de son épée. Les combats sont généralement en temps réel, où Kingsley affronte des créatures hostiles à l'aide de son arme. Les joueurs doivent maîtriser les compétences de combat de Kingsley et anticiper les attaques ennemies pour réussir.